# Горген (округ)
Горген (нім. Bezirk Horgen) — округ у Швейцарії в кантоні Цюрих.
Адміністративний центр — Горген.

## Громади
У таблиці наведено список громад округу станом на 2022 рік, населення та площа станом на 2019 рік.

| Українська назва  | Оригінальна назва | Код BFS | Населення | Площа |
| ----------------- | ----------------- | ------- | --------- | ----- |
| Адлісвіль         | Adliswil          | 0131    | 18944     | 7,8   |
| Веденсвіль        | Wädenswil         | 0293    | 24624     | 35,6  |
| Горген            | Horgen            | 0295    | 22992     | 30,8  |
| Кільхберг         | Kilchberg (ZH)    | 0135    | 8923      | 2,6   |
| Лангнау-ам-Альбіс | Langnau am Albis  | 0136    | 7727      | 8,7   |
| Оберріден         | Oberrieden        | 0137    | 5002      | 2,8   |
| Ріхтерсвіль       | Richterswil       | 0138    | 13632     | 7,5   |
| Рюшлікон          | Rüschlikon        | 0139    | 6092      | 2,9   |
| Тальвіль          | Thalwil           | 0141    | 18139     | 5,5   |